# Femto-
Femto (símbol f) és un prefix del Sistema Internacional que indica un factor de 10-15, o 1/1.000.000.000.000.000 o, cosa que és equivalent, 0,000 000 000 000 001.
Confirmat el 1964, el mot prové del danès femten, que significa quinze.
Per exemple;
1 femtòmetre = 1 fm = 10-15 metres = 0,000 000 000 000 001 metres
1 femtogram = 1 fg = 10-15 grams = 0,000 000 000 000 001 grams
1 femtosegon = 1 fs = 10-15 segons = 0,000 000 000 000 001 segons